# Sarrabisco

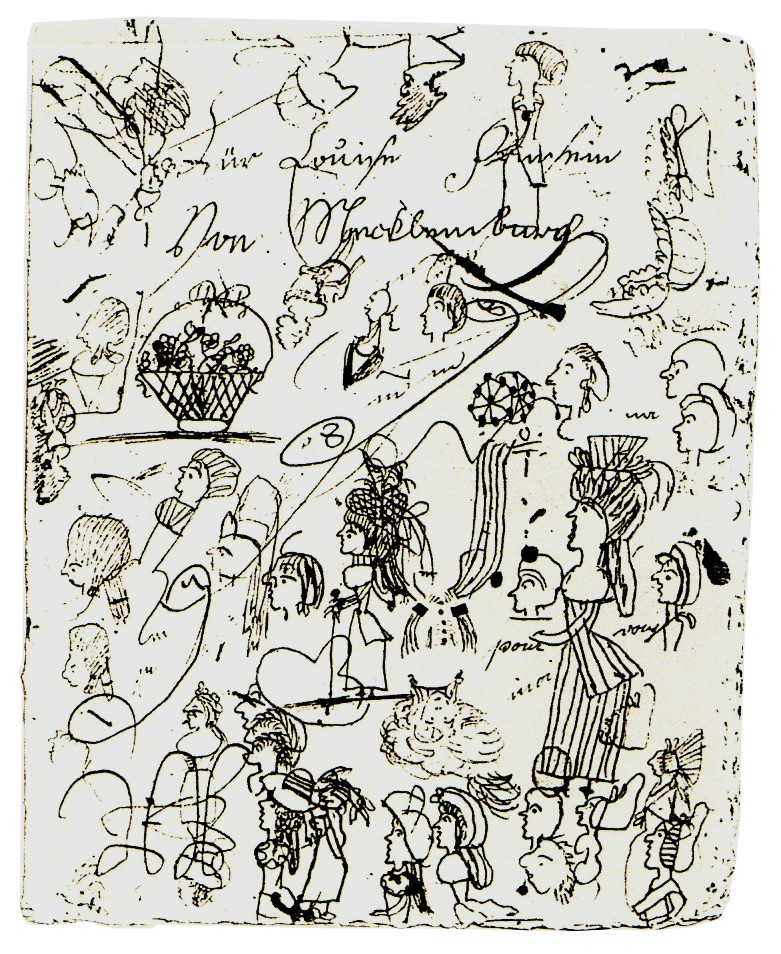
Sarrabisco feito pela Rainha da Prússia, Luísa de Meclemburgo-Strelitz, c. 1795

Um sarrabisco, gatafunho ou rabisco, ou ainda o termo estrangeiro doodle é um tipo de esboço ou desenho realizado ao acaso, quando uma pessoa está distraída ou ocupada. São desenhos simples que podem ter significado concreto de representação ou simplesmente representar formas abstratas.
Muitos exemplos podem ser encontrados em cadernos escolares, muitas vezes à margem, desenhados por alunos distraídos ou desinteressados durante uma aula. Ou ainda, durante as conversas telefônicas se uma caneta e papel estiverem disponíveis.
Geralmente sarrabiscos incluem caricaturas de professores ou colegas de escola, pessoas famosas ou personagens de desenhos animados, seres fictícios, paisagens, formas geométricas, banners com legendas e animações feitas desenhando-se uma sequência de cenas em várias páginas de um livro ou caderno.

## Etimologia
A palavra rabisco, ou sarrabisco vem de ''rabo'', do Latim: rapum, “cauda, rabo”, porque rabiscos lembram uma cauda de animal, longa e fina. Gatafunho provem da palavra ''gato'', por causas dos ''desenhos'' que suas garras deixam.
A palavra americana doodle surgiu por volta do século XVII para significar um tolo ou simplório. Variantes da etimologia alemã incluem Dudeltopf, Dudentopf, Dudenkopf, Dude, Dudeldopp e Dödel.
O que significa "tolo, simplório" destina-se no título da canção "Yankee Doodle", originalmente cantada por tropas coloniais britânicas antes da Guerra Revolucionária Americana. Esta é também a origem do verbo em inglês com o mesmo nome, no início do século XVIII: doodle, que significa "fazer de bobo". O significado moderno surgiu na década de 1930 a partir deste significado ou a partir do verbo "ociosidade", que desde o século XVII teve o significado de perder tempo ou de ser preguiçoso.

## Efeitos na memória
De acordo com um estudo publicado pelo Applied Cognitive Psychology (Psicologia Cognitiva Aplicada), criar sarrabiscos ajuda a memória de uma pessoa de forma significativa. O estudo foi feito pela professora Jackie Andrade, da Faculdade de Psicologia da Universidade de Plymouth.